# Alessandro Rampini
Cesare Alessandro Rampini (Caresana, 6 giugno 1896 – Borgo d'Ale, 2 ottobre 1995) è stato un calciatore italiano, di ruolo centrocampista o attaccante.
Fu il fratello minore di Carlo, che come lui giocò per tutta la carriera nella Pro Vercelli, ed è per questo ricordato dagli almanacchi come Rampini II; aveva altri tre fratelli che giocarono anche loro nel Caresana.

## Carriera

### Club
Ala, fece il suo esordio con la Pro Vercelli nel 1910 non ancora quattordicenne in circostanze molto particolari: per la finale del campionato contro l'Inter la società vercellese aveva deciso di schierare soltanto i ragazzini della quarta squadra in protesta contro la Federazione. Nel corso di quella partita senza storia Rampini indossò la fascia di capitano e riuscì anche ad andare in gol; nonostante la sua buona prestazione  l'Inter si aggiudicò l'incontro per 10-3. Prima della partita, fu lui a consegnare beffardo al capitano della squadra lombarda Virgilio Fossati una lavagnetta per non fargli perdere il conto delle reti.
Nel 1913 ritornò a far parte della prima squadra e vi rimase fino al 1923. Nel corso di quegli anni riuscì a vincere due scudetti, nel 1920 e nel 1921, gli ultimi per il ventesimo secolo della squadra piemontese. Fu particolarmente decisivo nella prima finale, quando nello spareggio di Livorno contro il Bologna segnò il gol decisivo, in una gara che per regolamento andava ad oltranza, dopo che allo scadere dei 90 minuti il risultato si era bloccato sull'1-1.

### Nazionale
Giocò una sola partita in maglia azzurra, l'amichevole a Genova contro i Paesi Bassi del 13 maggio 1920, terminata 1-1; rinunciò alla nazionale sentendosi emarginato dal gruppo, dopo aver segnato tre gol in allenamento con tre tiri al volo.

## Statistiche

### Cronologia presenze e reti in Nazionale
| Cronologia completa delle presenze e delle reti in nazionale ― Italia | Cronologia completa delle presenze e delle reti in nazionale ― Italia | Cronologia completa delle presenze e delle reti in nazionale ― Italia | Cronologia completa delle presenze e delle reti in nazionale ― Italia | Cronologia completa delle presenze e delle reti in nazionale ― Italia | Cronologia completa delle presenze e delle reti in nazionale ― Italia | Cronologia completa delle presenze e delle reti in nazionale ― Italia | Cronologia completa delle presenze e delle reti in nazionale ― Italia |
| Data                                                                  | Città                                                                 | In casa                                                               | Risultato                                                             | Ospiti                                                                | Competizione                                                          | Reti                                                                  | Note                                                                  |
| --------------------------------------------------------------------- | --------------------------------------------------------------------- | --------------------------------------------------------------------- | --------------------------------------------------------------------- | --------------------------------------------------------------------- | --------------------------------------------------------------------- | --------------------------------------------------------------------- | --------------------------------------------------------------------- |
| 13-5-1920                                                             | Genova                                                                | Italia                                                                | 1 – 1                                                                 | Paesi Bassi                                                           | Amichevole                                                            | -                                                                     |                                                                       |
| Totale                                                                |                                                                       | Presenze                                                              | 1                                                                     |                                                                       | Reti                                                                  | 0                                                                     |                                                                       |

## Militare
Tenente di fanteria nella prima guerra mondiale, fu ferito due volte e decorato con la medaglia di bronzo al valore militare, avendo come compagno di reparto il futuro presidente della Repubblica Sandro Pertini.

## Palmarès

### Club

#### Competizioni nazionali
- Campionato italiano: 2

Pro Vercelli: 1920-1921, 1921-1922